# 陳佩珊
陳佩珊（英語：Sandy Chan Pui-shan，1961年11月12日—），香港公務員，曾出任地產代理監管局行政總裁。她在1985年加入香港政府，並在1987年轉職政務主任，曾在房屋署、港九政務署及工業署任職。她在1994年署任首席助理文康廣播司時，曾因否決進念二十面體的外訪資助申請而引發小爭議。及後，她在香港主權移交前後均出任與房屋政策有關的職務，曾負責統籌租者置其屋計劃。她在2003年辭任公務員，改於地產代理監管局擔任行政總裁，至2009年退休。

## 早年生活
陳佩珊生於1961年11月12日。她在1980年入讀香港中文大學新亞書院，起初修讀中文系，但因對政治哲学的興趣而在1981年轉學至聯合書院修讀政治與行政學，並在1984年完成社会科学學士學位。她自言在大學深受黃宏發在課上提到的政治觀點影響，亦曾在大學辯論隊中接受王于漸的指導。在畢業前，她亦曾參與皇家英聯邦學會舉辦的英聯邦青年交換計劃，得以前往英国伦敦及卡迪夫研究並執行有助社區的青年主導項目，以及在《南華早報》的撰文比賽中取得獎項。

## 公職生涯

### 殖民地時期
陳佩珊在1985年10月加入香港政府並擔任社區主任。及後，她在1987年7月轉任政務主任，並被派往房屋署任職。任職約一年後，她獲港府安排在1988年至1989年間到牛津大学進修公共行政学。她在1989年7月返港於港九政務署任職，並於同月被委任為黃大仙民政主任。不過，她在一年後就獲安排改於東區出任高級政務主任，亦在任內多次署任東區政務專員。在署任專員期間，她代表政府出席多項地區活動，包括文藝協進會的音樂會及筲箕灣避風塘的清潔運動等。在1991年底，她被調派至工業署出任高級政務主任，負責工業科技發展措施。

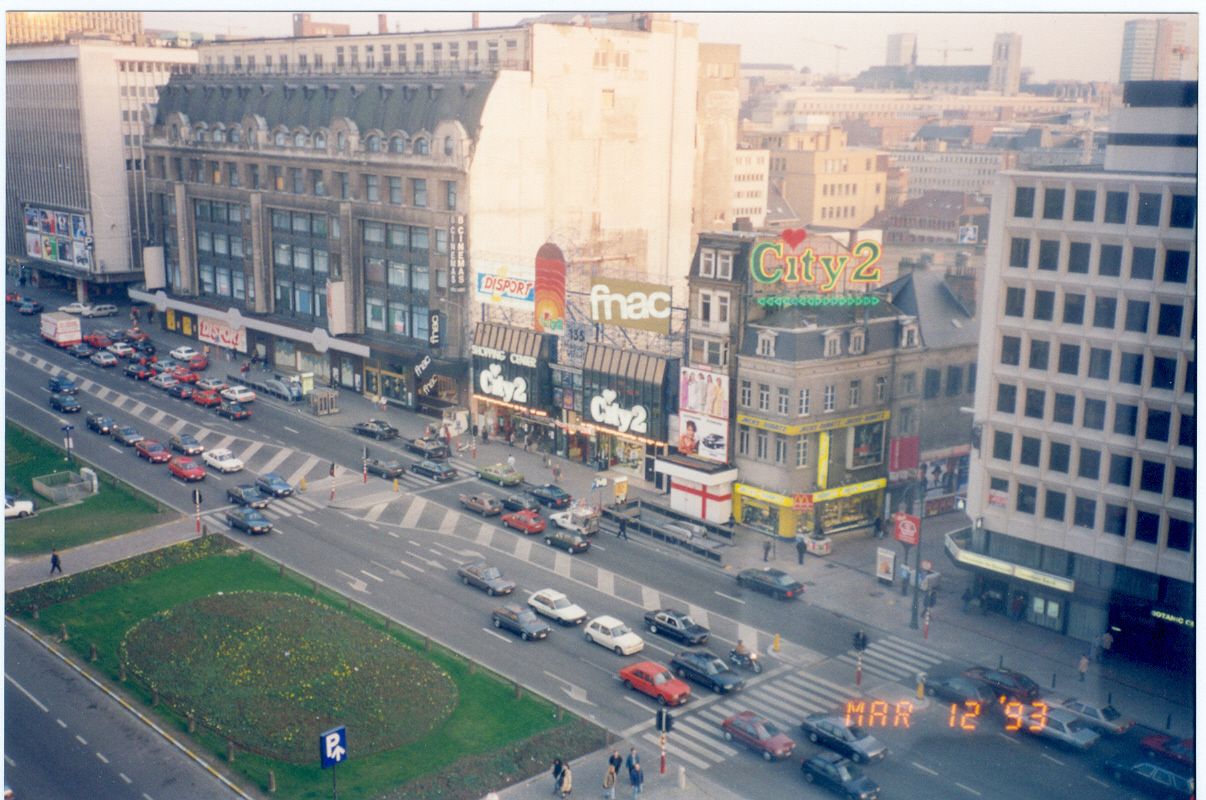
陳佩珊曾在1993年底否決進念二十面體出訪布鲁塞尔的資助

在1992年12月，陳再次在約一年時調任，改於布政司署文康廣播科出任助理文康廣播司。在1993年底，文康廣播科拒絕為進念二十面體提供前往布鲁塞尔參與國際藝術節的旅費及表演開支，港府因而被質疑打壓曾作政治敏感演出的進念。當時署任首席助理文康廣播司的陳於1994年1月初對外解釋在評估進念的財政及管理能力後才否決總值280萬港元的巨額項目申請，而進念自1985年成立以來共62次申請只有43次獲批，其總值也只有170多萬港元，並指出港府對文藝自由及國際交流均盡力支持。最終，藝術節主辦單位去信香港總督彭定康指港府在破壞與比利時政府的合作承諾，而陳亦就此再度去信進念重申否決原因，亦指進念可在修正預算後再重新申請。雖然陳在進念事件上引起爭議，但署任多年的她在同年4月1日正式獲擢升為高級政務主任。
陳在1995年1月在布政司署內調職至經濟科出任助理經濟司，再在同年5月調任財政主任，再在1996年4月轉輾到房屋科出任首席助理房屋司，負責提升香港居民自置物業比例的長遠策略。她在上任第二日就立即為居者有其屋計劃的檢討及未來發展建議在香港立法局答辯。及後，她負責《房屋條例》的多次修訂和房屋策略的公眾諮詢，亦代表政府在聽證會上聽取公眾意見。她於1997年4月1日升任首長級丙級政務官。

### 主權移交後初期
香港主權由英國移交至中國後，陳佩珊遂於房屋局出任首席助理局長，並繼續跟進《房屋條例》的各個修訂草案。另外，她亦負責處理香港房屋協會在茵怡花園測量錯誤事故的責任，以及包括安寧花園在內多個將軍澳新市鎮屋苑的不平均沉降問題。同時，她也負責寮屋居民的安置政策，並為他們制定安置準則，加快編配香港公共房屋單位的效率。及後，她與房屋署在2000年提出多項改善公共房屋單位建築質素的措施。

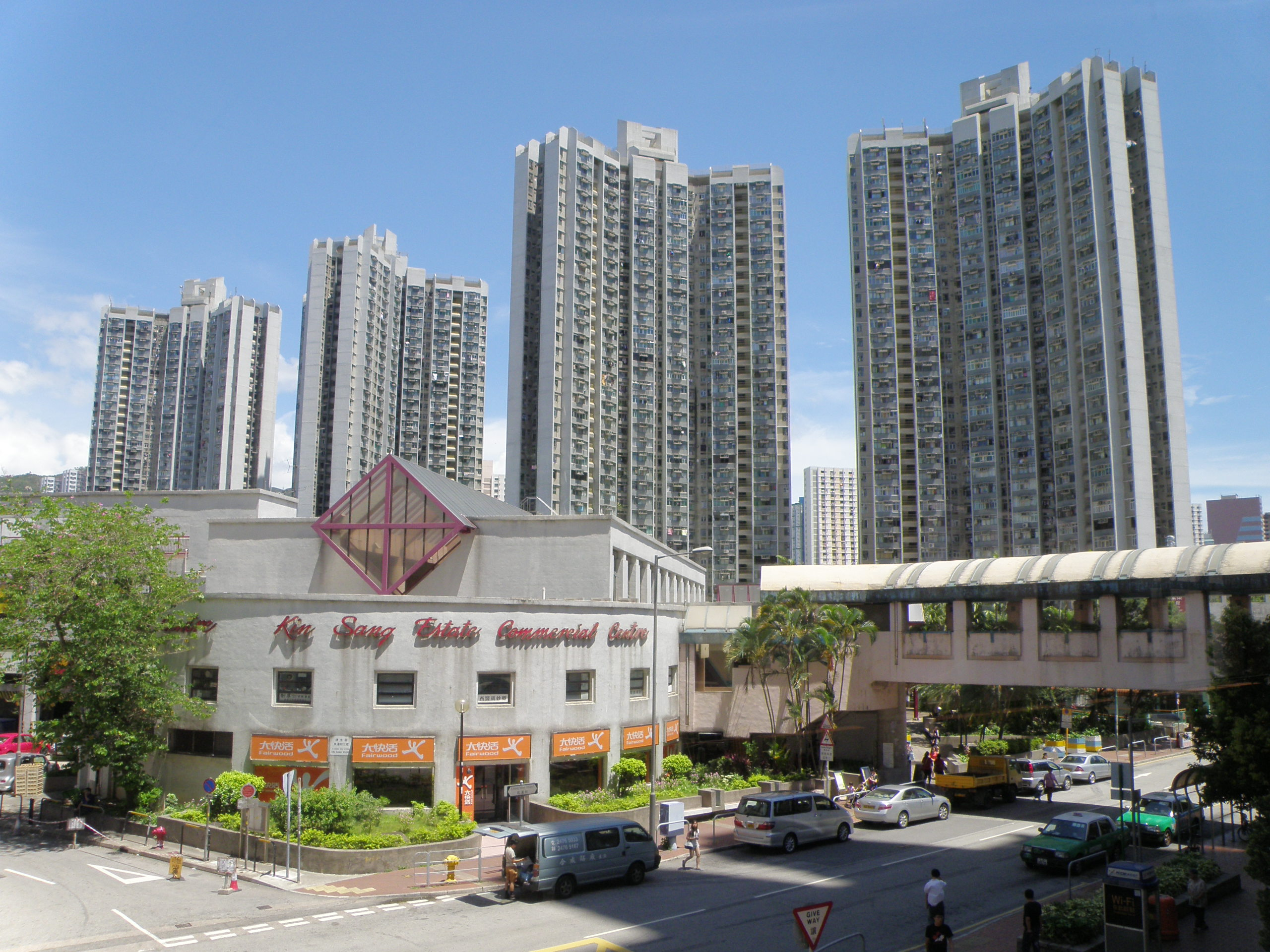
陳佩珊曾負責在1990年代末期重推租者置其屋計劃

另一方面，陳亦負責再度推出在1980年代因反應欠佳而腰斬的租者置其屋計劃，並為部門爭取更多首長級人員督導計劃。計劃自1998年底曝光後備受爭議，由大廈混合業權及管理決策權問題，至買家申請按揭的安排及轉售與回購等都在香港立法會被熱烈討論。因應公共房屋的業權出現變化，她亦主張為公共房屋的管理及維修保養引入更多種類的外判合約，以應對租者置其屋計劃內的屋苑在轉換服務公司上更有彈性。
陳在2001年轉職至經濟局，並繼續擔任首席助理局長職級，亦在推行政治委任制度後出任經濟發展及勞工局首席助理秘書長。她在任內主要為政府各部門政策對經濟環境的影響提供分析，包括曾就民航處禁止舊式廣體飛機抵港而在立法會上解釋其經濟影響輕微。及後，她在2003年離任公務員，接下法定機構地產代理監管局的行政總裁職務。

### 地監局
陳佩珊獲法定機構地產代理監管局委任為行政總裁，並在2003年7月2日接替周陳文琬上任。上任後，她隨即處理打擊清洗黑錢財務行動特別組織要求地監局加強對洗錢的監察，並提出地產代理須為購房資金的來源負責。然而，地產代理業界認為措施難以執行，而且對自由市場構成威脅。陳對此公開反駁，並指法例及金融机构都配合業界的審核工作，而合法的商業運作沒有因而受限。
及後，陳在地監局於2004年接到超過1300宗滋擾性推廣投訴後，向業界警告如情況惡化會加強規管。與此同時，隨著香港樓市越見熾熱，更多地產代理涉及虛假陳述及文書等罪行，陳決定加強監管應付。不過，在2006年3月首項推出的改善方案為推出優質服務證書和標誌等軟性措施，以望業界因形象而自律以提升專業水平。及後，她在同年8月預備修例時，向地產發展商及地產代理業界承諾將會提供過渡期，供業界適應新守則。最終，新的地產銷售守則在同年9月獲得通過。另外，陳與政府在同年8月決定提案禁止誇張失實的地產廣告，避免對準買家構成誤導。
陳在2007年檢討地產代理及地產營業員執業資格，並提出須通過強制的資格考試方可執業。及後，因2008年初大量房地產買家資料洩漏，陳遂安排地監局制定地產代理執業指南，令業界有規可遁。另外，她和地監局主席陳韻雲在2009年1月前往北京市，與中国房地产估价师与房地产经纪人学会會長宋春華簽署備忘錄互相承認中國及香港兩地的地產代理專業資格。

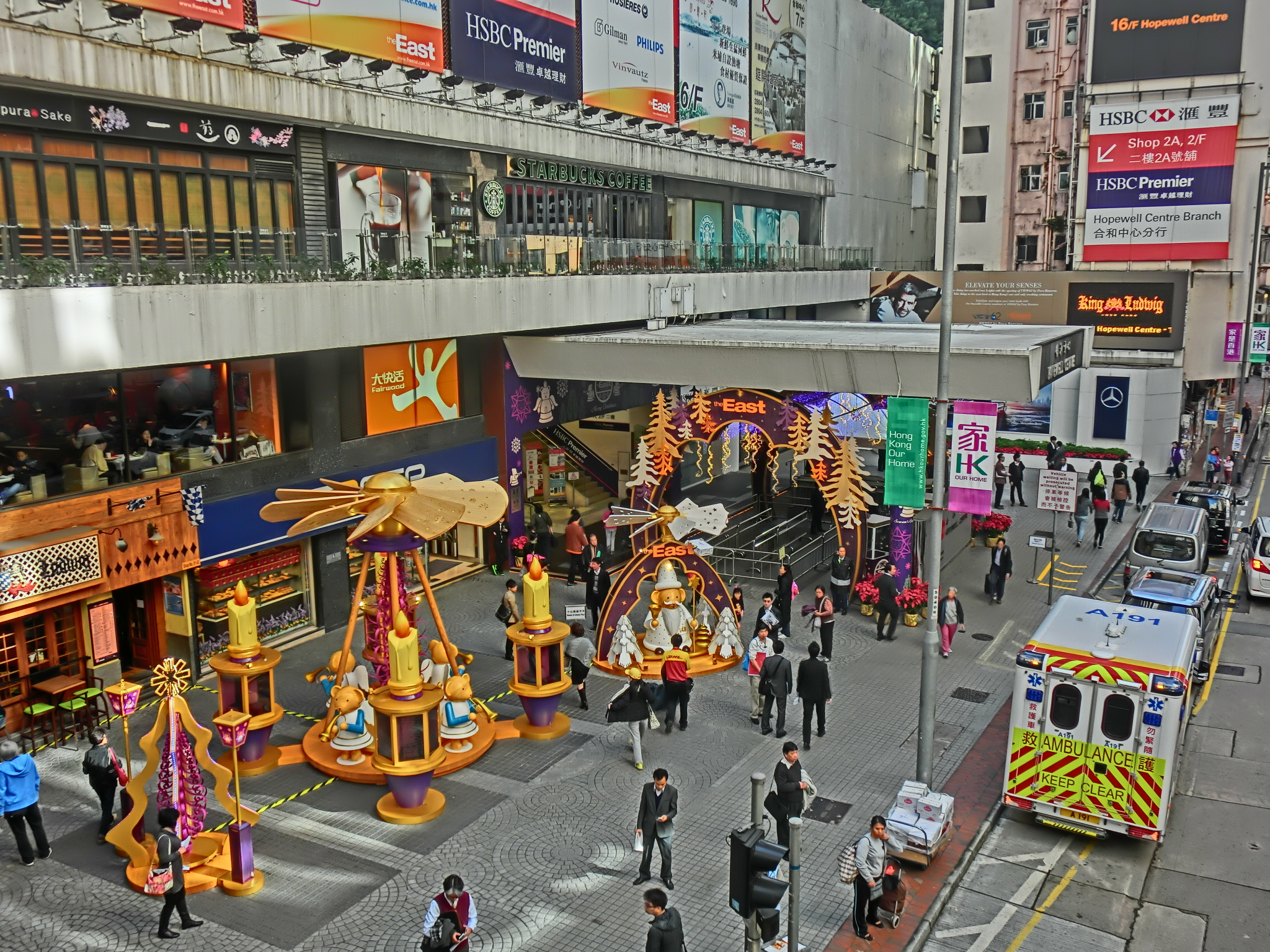
地產代理監管局設於合和中心

然而，陳在2008年1月被揭發管理醜聞，一名地監局女經理指控遭她誣衊而被要求辭職，並在地監局所在地合和中心企圖跳落，並向皇后大道東拋灑數百張控訴書。事件過後，陳決定在任滿六年時不再續約。最後，陳在2009年7月1日離任，並由余呂杏茜接替。

## 個人及退休生活
陳佩珊自小喜歡詩詞歌賦，及後在中大接觸古希腊哲学及科学哲学，並深受卡尔·波普尔的思想影響。她甚至在香港中文大學畢業後仍會回到大學旁聽李天命的哲学課堂。另外，她亦在及後入讀麥覺理大學修讀國際管理，並以管理硕士學位畢業。
陳在退休後曾多年在中国內地從事顧問工作，及後在2016年加入香港船東會。她於2017年接替包榮出任船東會的董事總經理，亦因而代表香港參與多個國際性機構的工作。同時，她亦因此獲海事處及香港貿易發展局等邀請加入各個委員會。